# Niklas Hagman
Niklas Hagman (ur. 5 grudnia 1979 w Espoo) – fiński hokeista, reprezentant Finlandii, trzykrotny olimpijczyk.
Jego ojciec Matti (1955-2016) także był hokeistą. Ciotka Riitta Salin była lekkoatletką, specjalizującą się w biegach średniodystansowych, w tym na 400 m (zdobyła złoty medal mistrzostw Europy 1974 na tym dystansie).

## Kariera
- HIFK U16 (1994–1995)
- HIFK U18 (1995–1997)
- HIFK U20 (1996–1999)
- HIFK (1995–1998)
- Blues (1999)
- Kärpät U20 (1999–2001)
- Kärpät (1999–2001)
- Florida Panthers (2001–2004)
- HC Davos (2004–2005)
- Florida Panthers (2005)
- Dallas Stars (2005–2008)
- Toronto Maple Leafs (2008–2010)
- Calgary Flames (2010–2011)
- Anaheim Ducks (2011–2012)
- Łokomotiw Jarosław (2012–2013)
- Ässät (2013–2014)
- Fribourg-Gottéron (2014)
- Jokerit (2014-2016)
- Kärpät (2016)
- HPK (2017)

Wychowanek klubu GrIFK. Od lipca 2013 zawodnik Ässät. Po udanej części sezonu Liiga (2013/2014) na początku lutego 2014 odszedł z klubu z zamiarem przeniesienia do Szwajcarii. Wówczas został zawodnikiem klubu Fribourg-Gottéron. Od kwietnia 2014 zawodnik Jokeritu. Od października do końca listopada 2016 ponownie zawodnik Kärpät, na zasadzie kontraktu próbnego. Od stycznia 2017 zawodnik HPK, w barwach którego grał do końca sezonu Liiga (2016/2017). W grudniu 2017 ogłosił zakończenie kariery zawodniczej.
Uczestniczył w turniejach mistrzostw świata w 2002, 2003, 2004, 2005, 2009, 2013 oraz zimowych igrzysk olimpijskich 2002, 2006, 2010.

## Sukcesy
Reprezentacyjne
- Złoty medal mistrzostw świata juniorów do lat 20: 1998
- Srebrny medal zimowych igrzysk olimpijskich: 2006
- Brązowy medal zimowych igrzysk olimpijskich: 2010

Klubowe
- Złoty medal mistrzostw Finlandii: 1998 z HIFK
- Srebrny medal mistrzostw Finlandii: 1999 z Blues
- Puchar Spenglera: 2004 z HC Davos
- Złoty medal mistrzostw Szwajcarii: 2005 z HC Davos
- Złoty medal Mestis: 1998 z Kärpät

Indywidualne
- Mistrzostwa Świata Juniorów w Hokeju na Lodzie 1998:
  - Zdobywca zwycięskiego gola w meczu finałowym
- Mistrzostwa Świata w Hokeju na Lodzie 2002:
  - Najlepszy napastnik turnieju
  - Skład gwiazd turnieju